# Funktion (Programmierung)
Eine Funktion (englisch function) ist in der Informatik und in verschiedenen höheren Programmiersprachen die Bezeichnung eines Programmkonstrukts, mit dem der Programm-Quellcode strukturiert werden kann, sodass Teile der Funktionalität des Programms wiederverwendbar sind. Das besondere Merkmal einer Funktion (im Vergleich zum ähnlichen Konstrukt der Prozedur) ist, dass die Funktion ein Resultat direkt zurückgibt und deshalb in Ausdrücken verwendet werden kann. Die genaue Bezeichnung und Details ihrer Ausprägung sind in verschiedenen Programmiersprachen unterschiedlich.
Funktionen gelten als spezielle Varianten von Unterprogrammen.
Nicht zu verwechseln ist das Programmkonstrukt ‚Funktion‘ mit anderen Bedeutungen des Ausdrucks ‚Funktion‘, beispielsweise mit Funktionen im Sinn der Organisation oder der Systemtheorie oder mit Funktion im Sinne von Aufgabe.

## Funktionale Programmierung
Das Konzept einer Funktion im Sinne der Mathematik ist in der funktionalen Programmierung am deutlichsten umgesetzt. Hier stellen Funktionen Abbildungsvorschriften dar. Eine Funktion besteht dann aus einer Reihe von Definitionen, die diese Vorschrift beschreiben.

### Beispiele
In Haskell würde man zum Beispiel schreiben:
```
 
max
 
::
 
Int
 
->
 
Int
 
->
 
Int

 
max
 
a
 
b
 
|
 
a
 
>
 
b
     
=
 
a

         
|
 
otherwise
 
=
 
b

```

Diese Schreibweise erinnert an die mathematische Definition des Maximums zweier Zahlen.
Ein funktionales Programm besteht ausschließlich aus Funktionsdefinitionen und besitzt keine Kontrollstrukturen wie Schleifen. Wichtigstes Hilfsmittel für die funktionale Programmierung ist daher die Rekursion.
Funktionen sind in funktionalen Programmiersprachen Objekte, mit denen wie mit beispielsweise Zahlen oder Listen gearbeitet werden kann. So können Funktionen Argumente und Funktionswerte (Ergebnisse, Rückkehrwerte) anderer Funktionen sein. Eine Funktion, die eine andere Funktion als Argument erwartet, nennt man Funktion höherer Ordnung. Ein Beispiel hierfür ist das map-Funktional:
```
 
map
 
::
 
(
a
 
->
 
b
)
 
->
 
[
a
]
 
->
 
[
b
]

 
map
 
f
 
[]
         
=
 
[]

 
map
 
f
 
(
x
 
:
 
xs
)
   
=
 
f
 
x
 
:
 
map
 
f
 
xs

```

map nimmt als Argument eine Funktion von a nach b, wobei a und b beliebige Typen sind (Typvariablen) und liefert als Ergebnis eine neue Funktion, die Listen von a in Listen von b abbildet, indem nämlich f auf jedes Element der Liste a angewendet wird.

## Imperative Programmierung
Zwar dienen auch in der imperativen Programmierung Funktionen im Prinzip dazu, aufgrund einer Reihe von Argumenten ein Resultat zu berechnen, aber durch die Verwendung von globalen Variablen kann eine Funktion mehr Argumente empfangen, als aus ihrer Argumentliste ersichtlich ist, und kann auf diesem Weg auch mehr als ein Resultat abliefern. Änderungen in den globalen Variablen einer Funktion werden häufig als Nebeneffekt bezeichnet. Damit gerät das Konzept der Funktion in die Nähe der Prozedur, bei der solche „Nebenwirkungen“ in Wirklichkeit die beabsichtigten Hauptwirkungen sind (siehe dazu Wirkung in der Informatik). Das führt dazu, dass Programmiersprachen oft eine irreführende Terminologie verwenden: In C wird beispielsweise generell nur von Funktionen gesprochen; Prozeduren sind dort Funktionen mit dem Rückgabetyp void; in Modula-2 dagegen werden auch Funktionen mit dem Schlüsselwort procedure definiert.

### Direktes Verwenden des Ergebnisses
Im Gegensatz zu Prozeduren geben Funktionen einen Wert zurück, der direkt verwendet werden kann. Prozeduren, die keinen Rückgabewert haben, können nur indirekt Ergebnisse liefern, indem entweder Referenzparameter oder globale Variablen verändert werden.

Die Programmiersprache Pascal bietet eine explizite Unterscheidung für Funktionen und Prozeduren. Eine Funktion increment, welche eine Zahl um eins erhöht, kann folgendermaßen definiert werden:
```
function
 
increment
(
variable
:
 
Integer
)
:
 
Integer
;

begin

    
increment
 
:=
 
variable
 
+
 
1
;

end
;

```

Bei einer Prozedur kann das Berechnungsergebnis nur indirekt zurückgegeben werden wie beispielsweise über Referenzparameter.
```
procedure
 
increment
(
variable
:
 
Integer
,
 
var
 
reference
:
 
Integer
)
;

begin

    
reference
 
:=
 
variable
 
+
 
1
;

end
;

```

Während das Ergebnis bei einem Funktionsaufruf direkt genutzt werden kann, muss das Ergebnis bei einer Prozedur zuerst in einer Variablen gespeichert werden, da die Variable als Parameter übergeben wird.
```
program
 
main
;

var

    
variable
:
 
Integer
;

begin

    
// Aufruf einer Funktion

    
writeln
(
increment
(
3
))
;

    
// Aufruf einer Prozedur

    
increment
(
3
,
 
variable
)
;

    
writeln
(
variable
)
;

end
;

```

### Beispiele

#### Pascal
Pascal unterscheidet zwischen Funktionen und Prozeduren:
- Funktionen werden mit dem Schlüsselwort function deklariert und liefern einen Rückgabewert mit einem definierten Typ. Funktionsaufrufe stehen innerhalb von Ausdrücken. Die Festlegung des Rückgabewerts erfolgt durch eine (Pseudo-)Zuweisung an den Funktionsnamen. Als Nebenwirkung können Funktionen aber den Zustand des Programms verändern, indem nämlich globale Variablen neue Werte erhalten.
- Prozeduren werden mit dem Schlüsselwort procedure deklariert und haben keinen definierten Rückgabewert. Ihre Wirkung kann sich deshalb nur in den Änderungen globaler Variablen zeigen.

Beispiel einer Funktionsvereinbarung in Pascal:
```
function
 
summe
(
a
:
 
Integer
;
 
b
:
 
Integer
)
:
 
Integer
;

begin

    
summe
 
:=
 
a
 
+
 
b
;

end
;

```

Beispiel eines Funktionsaufrufs in Pascal:
```
ergebnis
 
:=
 
summe
(
1
,
 
2
)
;

```

Funktionen und Prozeduren sind in Pascal im Gegensatz zu C schachtelbar. Dies bedeutet, dass sie weitere Funktionen und Prozeduren enthalten können.
Argumente werden normalerweise als Wertparameter übergeben (call / pass by value). Der Wert einer Variablen, die einer Funktion (oder Prozedur) als Argument übergeben wird, wird durch deren Ausführung nicht verändert. Es ist aber auch möglich, mit dem Schlüsselwort var die Übergabe als Referenz (call by reference) festzulegen. Dadurch wird nicht der Wert einer Variablen übergeben, sondern ihre Adresse.

#### C
Argumente werden prinzipiell immer als Wertparameter übergeben (call / pass by value). Soll eine übergebene Variable verändert werden, so übergibt man deren Adresse, also einen Pointer. Die Bestimmung des Rückgabewertes geschieht durch eine return Anweisung. Funktionen in C sind nicht schachtelbar. Allerdings liefern einige C-Compiler nicht standardisierte Erweiterungen aus, welche eine Schachtelung ermöglichen.
Beispiel einer Funktionsvereinbarung in C:
```
int
 
summe
(
int
 
a
,
 
int
 
b
)
 
{

    
return
 
a
 
+
 
b
;

}

```

Beispiel eines Funktionsaufrufs in C:
```
ergebnis
 
=
 
summe
(
1
,
 
2
);

```

## Automatisierungstechnik: SPS-Programmierung
In der Automatisierungstechnik werden bei der SPS-Programmierung Funktionen (FCs) sowie Funktionsbausteine (FBs) als bibliotheksfähige Bausteine verwandt.